# SHOAH ショア
『SHOAH ショア』（Shoah）は、1985年のフランスの映画。クロード・ランズマン監督。上映時間は9時間27分。製作には1974年から11年の歳月を費やした。日本での公開は1995年、東京日仏学院で行われた。その後、NHKでも放送された。

## 概要
ユダヤ人絶滅政策（ホロコースト）に関わった人々へのインタビュー集であるが、演出もところどころ行われており、全くのドキュメンタリーではない。
インタビューの対象は、被害者たるユダヤ人生還者、加害者たる元ナチス、傍観者たるポーランド人に大別することができる。
クロード・ランズマン監督はこれまでのホロコーストをテーマとした映画にきわめて批判的である。特に『シンドラーのリスト』に対しては、出来事を伝説化するものであるとして舌鋒鋭く批判している。
しかし、クエンティン・タランティーノのナチス・ドイツを舞台とした戦争映画『イングロリアス・バスターズ』は気に入っていたとされる。
この映画の35mmネガ復元版および素材である200時間に及ぶホロコーストの目撃証言の音声アーカイブは2023年に世界の記憶に登録された。

## 文献案内
- Lanzman, Claude "Shoah", New Yorker Films, 1985（邦訳：ショアー、クロード・ランズマン著、高橋武智訳、作品社、1997）
- Shoshana Felman "Film as Witness: Claude Lanzmann's Shoah" in Geoffrey H. Hartman (ed.) Holocaust Remembrance: The Shapes of Memory, Blackwell, 1994
- Marianne Hirsch and Leo Spitzer "Gendered Translations: Claude Lanzmann's Shoah" in Miriam Cooke and Angela Woollacott (eds.) Gendering War Talk, Princeton University Press, 1993
- Yosefa Loshitzky "Holocaust Others: Spielberg's Schindler's List verses Lanzman's Shoah" in Loshitzky, Y. (ed.) Spielberg's Holocaust: Critical Perspectives on Schindler's List, Indiana University Press, 1997
- Stefan Nowicki The defamation of the Poles, The Book Printer, Maryborough, Victoria, 1989
- 声の回帰：映画『ショアー』と「証言」の時代、ショシャナ・フェルマン著、太田出版、1995（原題：The return of the voice : Claude Lanzmann's Shoah）
- 「ショアー」の衝撃、鵜飼哲・高橋哲哉編、未來社、1995
- アウシュヴィッツと表象の限界、ソール・フリードランダー編、未來社、1994（原題：Probing the limits of representation : Nazism and the "Final Solution" ）
- 私はホロコーストを見た　黙殺された世紀の証言　1939-43（上・下）- ヤン・カルスキ(en:Jan Karski)著、吉田恒雄訳、白水社、2012年9月（ISBN 978-4-560-08234-8 ISBN 978-4-560-08235-5）
- ショアーの歴史　ユダヤ民族排斥の計画と実行 - ジョルジュ・ベンスサン著、白水社(文庫クセジュ）、2013年8月(ISBN 978-4-560-50982-1)